# Thivars
Thivars è un comune francese di 987 abitanti situato nel dipartimento dell'Eure-et-Loir nella regione del Centro-Valle della Loira.

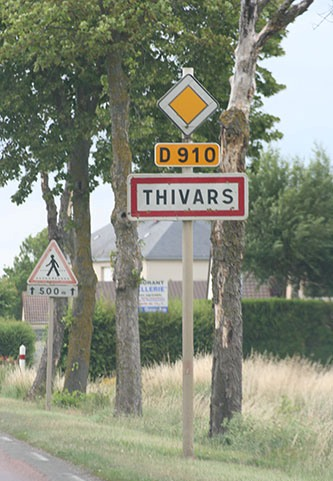
Thivars

## Società

### Evoluzione demografica
Abitanti censiti